# Zara (plemię)
Zara, Żarowianie – średniowieczne plemię słowiańskie należące do zespołu plemion łużyckich, zamieszkujące tereny pomiędzy Nysą Łużycką a Bobrem głównie w rejonie dzisiejszych Żar, które były prawdopodobnie ich głównym grodem. Zostali podbici (podobnie jak Łużyczanie i Słupianie) przez Bolesława Chrobrego. Najbliższymi ich sąsiadami byli Nice, oddzieleni pasem lasów i bagien Łużyczanie oraz Bobrzanie mieszkający na terenach oddzielonych Borami Dolnośląskimi.
Ich gród w Żarach został później zastąpiony przez osadę targową. Na dialekt Żarowian z domieszką innych dialektów łużyckich oraz wpywłu czeskiego i polskiego pastor Mikławš Jakubica ze wsi Lubanice dokonał w 1548 roku przekładu Nowego Testamentu.
Nazwa plemienia może pochodzić od: 
- słowa żuraw, bowiem okoliczne bagniste łąki były (i częściowo nadal są) naturalnym siedliskiem tych ptaków,
- zara lub zora albo zor - zorza poranna, jako że poganie o wschodzie słońca oddawali cześć swoim bogom,
- słowa żar, od wypalania lasu w celu zakładania pól uprawnych (tzw. gospodarka żarowa). W tym regionie istnieją również dziś nazwy miejscowości, które o tym przypominają (Żary, Żagań, Zgorzelec, Żarska Wieś, Żarki Średnie, Żarka nad Nysą).
 lub
- zara - kwaśna łąka, których w regionie nie brakowało.

Po raz pierwszy plemię wymienia Thietmar z Merseburga w swej kronice z 1007 roku.